# اسلاوهای جنوبی

کشورهایی که زبان اسلاوی جنوبی زبان رسمی است.

اسلاوهای جنوبی، شاخهٔ جنوبی مردمان اسلاو هستند که در بالکان و عمدتاً در سراسر یوگسلاوی پیشین (به معنای: «سرزمین اسلاوهای جنوبی») و بلغارستان زندگی می‌کنند. از نظر جغرافیایی، اسلاوهای جنوبی بومیان جلگه پانونین جنوبی، آلپ شرقی و شبه‌جزیرهٔ بالکان هستند و به زبان‌های اسلاوی جنوبی سخن می‌گویند. با جمعیتی نزدیک به ۳۵ میلیون نفر، این گروه به دو شاخه تقسیم می‌شود: بلغارها و مقدونیها در شرق؛ بوسنیاییها، کرواتها، مونته‌نگرویها، صربها و اسلوونها در غرب.